# Jagoda Kołeczek
Jagoda Kołeczek z domu Krzywicka (ur. 19 sierpnia 1974) – polska aktorka teatralna. Od 1997 roku związana z Teatrem Polskim w Bielsku-Białej.

## Życiorys
W 2000 roku w Warszawie zdała egzamin eksternistyczny Związku Artystów Scen Polskich. W latach 1992–1997 związana ze Stowarzyszeniem Teatralnym Centrum Sztuki KONTRAST w Bielsku-Białej. W 1997 roku dołączyła do zespołu aktorskiego Teatru Polskiego w Bielsku-Białej. W latach 2008–2010 pracowała w Studium teatralnym im. Juliusza Osterwy w Bielsku-Białej.

## Filmy
Na swoim koncie ma role w Teatrze Telewizji „Anhelli” w reżyserii Grzegorza Królikiewicza. Grała w filmach Franciszka Dzidy: „Strefa zmierzchu” oraz „W maju”.

### 1998
- Sabina jako pielęgniarka w izbie przyjęć[3]

### 1999
- Anhelli jako Ellenai[4]

### 2004
- Strefa zmierzchu jako Ewa[5]

## Teatr
- Amadeus jako Konstancja Weber[6]
- Białe małżeństwo jako Matka[7]
- Królowa Margot. wojna skończy się kiedyś jako Maria / Maria Touchet[8]
- Hotel Nowy Świat 2015 jako Karolina[9]
- Apokalipsa homara jako Wynne/ Artystka malarka[10]
- Lalka jako Pani Misiewiczowa[11]
- Sześć wcieleń Jana Piszczyka jako Matka[12]
- Nocami i dniami będę tęsknić za Tobą jako Barbara Niechcic[13]
- Makbet jako Lady Makduff, żona Makduffa[14]
- Wujaszek Wania jako Służąca, Niania[15]
- Wszystko w rodzinie jako Rosemary Mortimore[16]
- DyBBuk jako Frade, Matka Nie Lei[17]
- Pustostan jako Matka[18]
- św. Idiota jako Aleksandra Iwanowna Jepanczyn[19]
- Miarka za miarkę jako Franciszka / zakonnica[20]
- Tęskniąc jako Kobieta, która śpi[21]
- Ciało Bambina jako Panna Młoda[22]
- Gałązka rozmarynu jako Nike/ Pani Słowikowska[23]
- Wesele jako Klimina[24]
- Mistrz i Małgorzata jako Małgorzata[25]
- Mistrz i Małgorzata jako Chór[25]
- Pensjonat Pana Bielańskiego jako Baronowa Sołowiejczyk[26]
- Cyrano de Bergerac jako Liza[27]
- Krum jako Felicja[28]
- Faraon jako Chór[29]
- Sztukmistrz z miasta Lublina jako Cypora[30]
- Skąpiec jako Pani Claude, gospodyni Harpagona[31]
- Granica jako Matka – Joanna Ziembiewicz[32]

## Nagrody i nominacje

### 2004
- Nominacja do nagrody Złota Maska za rolę Prezydentowej de Tourvel w „Niebezpiecznych związkach” w reż. Bartłomieja Wyszomirskiego[33].

### 2015
- Laureatka Nagrody Prezydenta Miasta Bielska-Białej za rolę Barbary Niechcic w spektaklu „Nocami i dniami będę tęsknić za Tobą” w reż. Julii Mark[34].